# Nigel Marven
Nigel Marven (Londres, 27 de noviembre de 1960) es un presentador británico de documentales sobre la naturaleza.

## Biografía
Estudió botánica en la Universidad de Bristol hasta la edad de 22 años. Comenzó su carrera en los medios audiovisuales en la Unidad de Historia Natural de la BBC en Bristol. En los años siguientes trabajó primero como investigador de documentales de naturaleza para programas como My Family and Other Animals (Mi familia y otros animales) y luego pasó a producir series como The Land of the Russian Bear (La tierra del oso ruso). Colaboró profesionalmente 12 años con David Attenborough. En 1998, se trasladó a la ITV, donde, fue invitado a producir y presentar documentales sobre la vida salvaje.
Es conocido por su estilo poco ortodoxo, espontáneo y atrevido en la presentación de los documentales de vida silvestre. Esto ha llevado a algunas personas a compararlo con el fallecido Steve Irwin. En su primera serie de televisión de ITV,  Gigantes, nadó entre grandes tiburones blancos sin la protección de una jaula. Otras escenas lo muestran dejando caminar una tarántula Goliat (posiblemente la araña más grande del mundo) por su rostro y lidiando con una pitón de cinco metros en su guarida subterránea. Hasta la fecha ha presentado 21 series sobre fauna para la televisión.

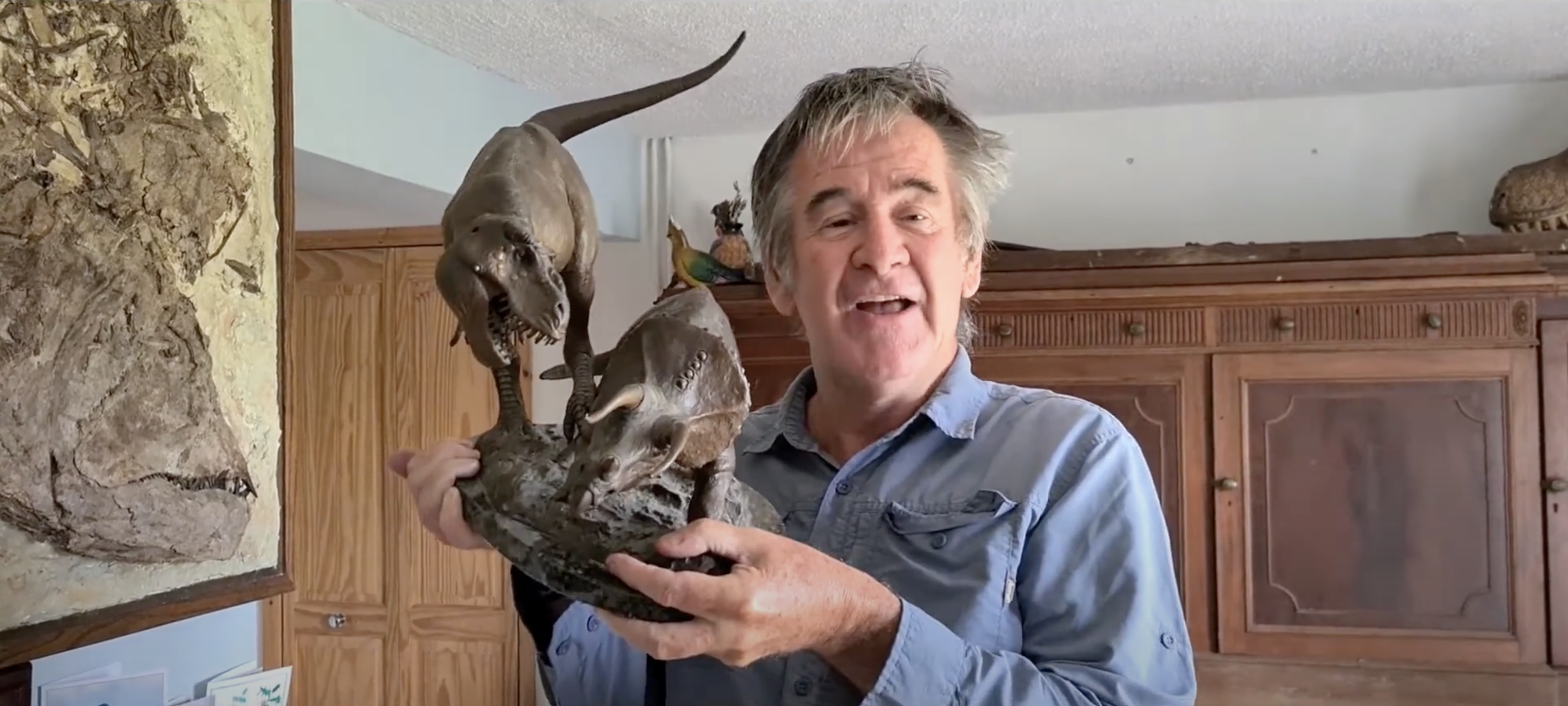
Nigel Margen es conocido por su estilo poco ortodoxo, espontáneo y atrevido en la presentación de los documentales de vida silvestre.

En 2003, la productora Impossible Pictures le pidió que apareciera en la serie de ficción documental Chased by Dinosaurs (Perseguido por dinosaurios), siendo literalmente perseguido por dinosaurios (aunque mediante efectos especiales) en los episodios «La garra gigante» y «Tierra de gigantes», así como por monstruos marinos. Después apareció en Prehistoric Park, de ITV; una serie de ficción que trata de viajes en el tiempo para rescatar a criaturas a punto de extinguirse, como dos tiranosaurios jóvenes (Terence y Matilda) en el episodio 1, Marta la Mamut lanudo en el episodio 2 y otros más. En 2009 en la temporada 3 (episodio 4) de la serie de acción Primeval juega con un bebé velociraptor antes de servir de cena a un giganotosaurus. Ambas series también fueron realizadas por Impossible Pictures.
Durante un encuentro simulado con un mamífero prehistórico en Prehistoric Park, Marven se definió a sí mismo como vegano. En diciembre de 2007 realizó su última serie de aventuras, en la que seguía la pista del oso polar.

## Recaudación de Fondos
En 2008 Nigel corrió la maratón de Londres en 4 horas 4 minutos para tratar de recaudar £ 20.000 para la Whale and Dolphin Conservation Society del Reino Unido.

## Televisión
- # Vida silvestre de Irán: Secrets of the North (1998)
- # Gigantes (1999)
- # Semana del tiburón (2000 en adelante)
- # Bloodsuckers (2000)
- # Gigantes Crawlies Creepy (2001)
- # Big Cats (2001)
- # Wild Wild World Nigel (2001-02)
- # Las ratas (2002)
- # Los cocodrilos (2002)
- # Perseguido por los dinosaurios (2003)
- # A Walking with Dinosaurs Special: The Giant Claw («La garra gigante», 2002)
- # A Walking with Dinosaurs Special: Land of Giants («Tierra de gigantes», 2002)
- # Sea Monsters: A Walking With Dinosaurs Trilogy (2003)
- # Nigel Marven Naturaleza Especiales (2007)
- # Anacondas (2003)
- # Las pirañas (2003)
- # Bull Sharks (2004)
- # Meerkats (2003)
- # Los sentidos humanos (2003)
- # Grita! If You Wanna Get Off (2004)
- # Detectives Nigel Marven los animales (2005)
- # Cazadores Nigel Marven de Venom (2005)
- # Rhinos (2006)
- # Animales feos (2006)
- # Parque de la Prehistoria (2006 -)
- # Pingüino Semana (2006)
- # Micro Safari: Viaje a los Bichos (2007)
- # Islas de la orca (2007)
- # Hider en la Cámara (2007 - en la semana 20)
- # Arctic Exposición (2007) EE. UU.
- # Semana Oso Polar Con Nigel Marven (2007) Reino Unido
- # Jaguar aventura con Nigel Marven (2008)
- # ¡Ayuda! Yo soy del tamaño de un insecto (2008)
- # Primeval - Episodio 3.4 (2009) Reino Unido
- # La invasión de las pitones gigantes: Florida con Nigel Marven (2009) Reino Unido
- # Shark Island con Nigel Marven (2010) Reino Unido
- # Panda semana con Nigel Marven (2010) Reino Unido
- # China Salvaje con Nigel Marven (Untamed China con Nigel Marven) (2011) Reino Unido.

- # Colombia Salvaje con Nigel Marven (2012)
- # 10 Serpientes Mortales (Ten Deadliest Snakes with Nigel Marven) (2014-16)
- # Eating Wild (2014)
- # Nigel Marven's Cruise Ship Adventures (2015)
- # Eden Shorts: From Lens to Screen (2015)
- # Wild Philippines with Nigel Marven (2018)
- # Honduras salvaje documental (2018)
- # El Salvador Indomable (2022)[1]